# Calamotis prophracta
Calamotis prophracta är en fjärilsart som beskrevs av Edward Meyrick 1918. Calamotis prophracta ingår i släktet Calamotis och familjen spinnmalar. Inga underarter finns listade i Catalogue of Life.